# Sopolis (Sohn des Hermodoros)
Sopolis (altgriechisch Σώπολις), Sohn des Hermodoros, war ein makedonischer Reiteroffizier und Gefährte (hetairos) Alexanders des Großen im 4. Jahrhundert v. Chr.
Bereits im Jahr 335 v. Chr. führte Sopolis  als ilarchos (Schwadronenführer) die aus Amphipolis rekrutierte Schwadron der Hetairenreiterei während des Feldzuges gegen die Triballer an. Während des Asienfeldzuges befehligte er sie 331 v. Chr. in der Schlacht von Gaugamela. Im Winter des Jahres 328 auf 327 v. Chr. wurde er mit einigen anderen Offizieren von Nautaka (Sogdien) nach Makedonien abbefohlen, um dort neue Rekruten zu mustern.
Sopolis kehrte offenbar nicht mehr zum Hauptheer zurück, da er danach nicht mehr erwähnt wird. Grund dafür dürfte die Beteiligung seines Sohnes Hermolaos an der Pagenverschwörung im Frühjahr 327 v. Chr. gewesen sein, nach welcher dieser hingerichtet wurde. Hermolaos war ein Student des Kallisthenes und diente Alexander als Page. Weil er während einer Eberjagd das königliche Privileg zum ersten Speerwurf missachtet hatte, wurde er auf Veranlassung Alexanders ausgepeitscht. Um dieses vermeintliche Unrecht zu vergelten, hatte Hermolaos mit einigen anderen Pagen die Ermordung Alexanders geplant, doch wurden sie am Ende verraten und hingerichtet.